# Mercuriale annuelle
Mercurialis annua
Espèce
Classification phylogénétique
La Mercuriale annuelle (Mercurialis annua), « Foirolle », « Ramberge », « Vignette », est une espèce de plantes à fleurs de la famille des Euphorbiacées. C'est une plante herbacée adventice commune des cultures. Son odeur repoussante peut se communiquer au raisin, dans les vignes où la plante prolifère. Son pollen, d'une taille de 20 µm environ, est susceptible d'être allergène pour les personnes sensibles (indice d'allergénicité : 0/5).

## Dénominations
En gallo, elle est appelée « ramberge », « remberge », « rimberge » ou encore « aremberge »[réf. nécessaire]. En Picardie, dans le Nord, en Artois et en Franche-Comté, elle est appelée « caquenlit »,. On trouve aussi [Où ?] les noms « chou de chien », « foiraude », « foirole » et « ortie bâtarde ».

## Distribution et habitats
M. annua occupe les habitats rudéraux et de bord de route dans toute l'Europe centrale et occidentale et autour du bassin méditerranéen. Elle est naturalisée en Amérique du Nord, dans les Caraïbes, en Afrique du Sud et au Japon. En climats mésiques, les plantes fleurissent toute l'année, mais l'espèce est une annuelle hivernale en région méditerranéenne.

## Complexe d'espèces
Mercurialis annua forme un complexe d'espèces. La plante présente de larges variations de système sexuel (dioécie, subdiécie, androdioécie, hermaphrodisme fonctionnel) et de ploïdie (diploïdie [2n=16], tétraploïdie, hexaploïdie, jusqu'à dodécaploïdie).

Sur la base de la morphologie, de la ploïdie et du système sexuel, quatre espèces annuelles ont été distinguées au sein du groupe :
- Mercurialis huetii,
- Mercurialis annua (au sens stricte),
- Mercurialis ambigua,
- Mercurialis monoica.

Les populations suivant leur ploïdie :
- diploïdes : elle sont uniformément dioïques, et s'étendent d'Israël à travers l'Europe centrale et occidentale jusqu'au sud de la France et l'extrême nord de la péninsule Ibérique.
- hexaploïdes : elles se trouvent plus au sud (péninsule Ibérique, Baléares, Afrique du Nord). En Catalogne du sud, la  transition coïncide avec un passage à la monoécie autocompatible, tandis qu'en Galice, le système sexuel passe à la monoécie, suivi d'une androdioécie plus au sud. Au sud de ces transitions, les populations sont diversement monoïques ou androdioïques. Autour de Fès et Meknès, les populations sont subdioïques, (plants mâles et femelles coexistant avec des plants monoïques à dominante femelle).
- tétraploïdes : elle sont généralement monoïques et se trouvent sur la côte du centre-ouest du Maroc.
- ploïdies plus élevés (jusqu'à 12x) : elles sont monoïques et se trouvent plus à l'est en Afrique du Nord, en Corse et en Sardaigne [4].

## Description
C'est une plante assez basse (10 à 50 cm de haut), glabre.
La tige est de section nettement quadrangulaire et sans latex. Cette tige unique se ramifie fortement dès la base avec des nœuds bien marqués, points de départ des feuilles et de paires de rameaux opposés poussant obliquement : ceci a valu à la plante, dans la Grèce antique le nom de « linozôstos », repris au Moyen-âge sous diverses formes (linozostis, linocistidus, linochis, linothis) que l’on peut traduire par « herbe-aux-ceintures » ou « herbe-aux-nœuds ».
Les feuilles sont disposée sur la tige de façon opposées. De couleur vert-clair, elles sont pointues et dentées, molles, ciliées, courtement pétiolées, ovales ou ovales-lancéolées, lâchement crénelées-dentées, ordinairement arrondies à la base. Au froissement, elles dégagent une odeur désagréable.
Les fleurs mâles avec trois tépales jaunâtres membraneux, sont disposées en glomérules formant un épi assez long (± 3 cm). Les étamines sont nombreuses (8 à 15). Leur long filet dépasse les tépales, plaçant les anthères en plein vent. Les anthères fertiles sont jaunes et deviennent noires par la suite.
Les fleurs femelles, avec trois tépales verts sont subsessiles, solitaires ou groupées par deux ou trois. Le pistil comporte deux carpelles soudés, l'ovaire est supère.
Le fruit est une capsule bicoque, chaque coque renfermant une seule graine presque ronde. Cette capsule est large de 3-4 mm, hispides. Grâce à leurs poils crochus, épaissis à la base, les capsules s'accrochent aux animaux de passage facilitant la dissémination des graines (ectzoochorie).
La racine est grêle, de type pivotante : une racine principale verticale et de nombreuses radicelles. Elle est très facile à arracher.

### Stratégie de pollinisation
Le principal agent de pollinisation des fleurs est le vent. Les fleurs n'attirent pas les insectes : elles ne produisent pas de nectar, et le périanthe est très réduit et sans couleur. Au contraire, les étamines aux filets longs et grêles s’agitent au moindre soufle, favorisant la dispersion du pollen et leur transport sur les stigmates des fleurs femelles.
Les fleurs mâles de la mercuriale présentent en outre un mécanisme particulier de projection des fleurs, qui se produit surtout à la rosée du matin. Sur certaines fleurs, à l’ouverture des anthères, des cellules spécialisées se gorgent d'eau jusqu'à l'éclatement, provoquant le détachement des fleurs mâles et leur projection à près de 30 cm de distance. Ainsi projetées, ces fleurs mâles ont de grandes chances de rentrer en contact et de polliniser les fleurs d’un pied femelle situé à quelque distance, la mercuriale formant souvent des populations denses,.

### Caractéristiques
Organes reproducteurs

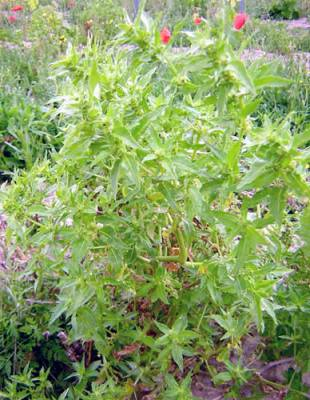
Mercurialis annua.

- Couleur dominante des fleurs : vert,
- Période de floraison : mai-décembre,
- Inflorescence : mâle : épis - femelle : groupement,
- Sexualité : dioïque,
- Pollinisation : anémogame.

Graine
- Graine munie d'un élaïosome,
- Fruit : capsule à deux coques munie de crochets,
- Dissémination : myrmécochorie.

Habitat et répartition
- Habitat type : annuelles commensales des cultures,
- Aire de répartition : européenne.

Données d'après : Julve, Ph., 1998 ff. - Baseflor. Index botanique, écologique et chorologique de la flore de France. Version : 23 avril 2004.

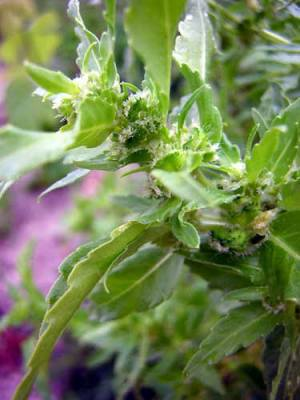
Fleurs femelles
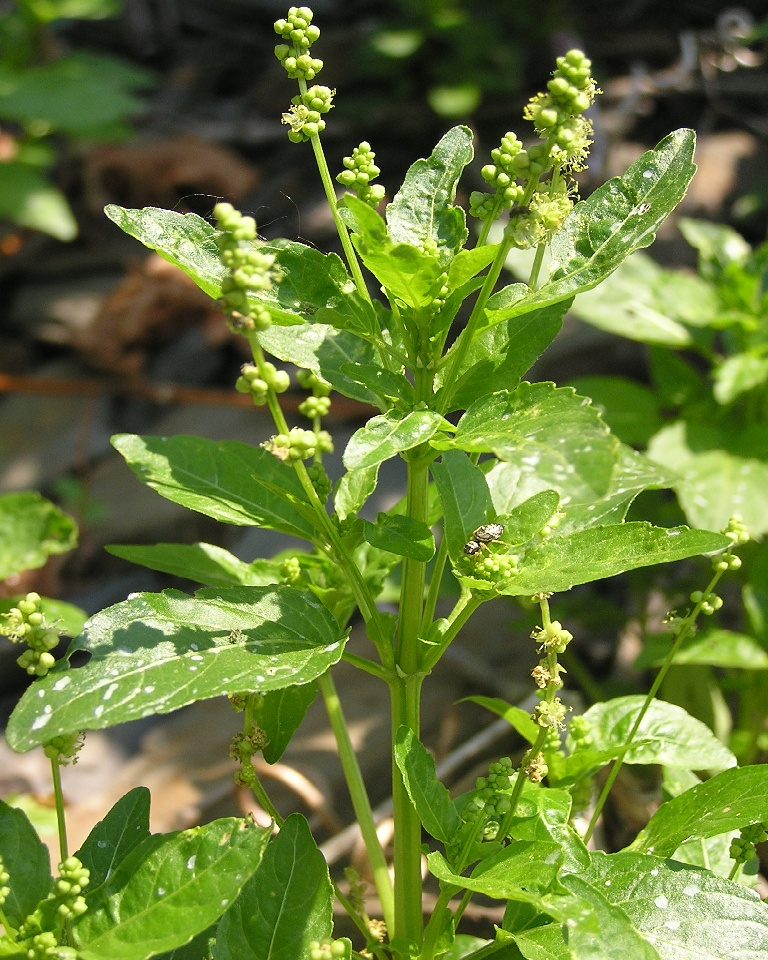
Fleurs mâles

## Toxicité
Mercurialis annua est une plante toxique pour les humains, les bovins, les ovins, les caprins et les lapins.
Elle contient entre autres de l'hermidine, des mono- et triméthylamine, des saponines. Ces molécules conférant un goût âcre et une mauvaise odeur de poisson, la plante est peu appétissante pour l'homme et l'animal, et les cas d'intoxication sont assez rares. Chez l'animal, cette intoxication provoque diarrhée sanglante, anorexie, anémie hémolitique avec hémoglobinurie, atteinte de nombreux organes, lésions hépatiques et rénales. L'intoxication chez l'homme est moins sévère lorsque la plante est cuite.

## Plante mellifère
La plante présente un intérêt apicole. En arrière-saison comme au début du printemps, les abeilles font partie des rares insectes qui visitent les fleurs mâles, récoltant des quantités substantielles de pollen. C'est une source de nourriture appréciable pour la colonie, pour la préparation de l’hivernage de fin d’automne, comme pour la reprise du couvain de début de printemps. Les fleurs femelles n'étant pas visitées, ces butineuses ne contribuent pas à la pollinisation.

## Utilisation en recherche scientifique
Mercurialis annua est utilisée dans la recherche sur l’expression des caractères sexuels et l’évolution de la dioécie. Bien que cette plante soit dioïque, certains individus nommés « leaky » peuvent occasionnellement former des organes reproducteurs du sexe opposé. Cette propriété des Mercurialis annua a été exploitée dans une étude publiée en 2021 : des individus femelles ont été placés dans des populations sans aucun mâle. Grâce à la présence de femelles « leaky » produisant du pollen, les plantes ont pu être fécondées et produire ainsi des graines qui ont été replantées le printemps suivant. Après 4 générations, la production moyenne de pollen par les femelles a été multipliée par 23. De plus, les plantes ont évolué la capacité de s’autoféconder partiellement. De telles adaptations sont particulièrement avantageuses dans des conditions où la reproduction avec des mâles n’est pas favorisée, comme en cas de colonisation ou de basse densité de population. Ces résultats démontrent qu’une transition rapide de la dioécie vers de l’hermaphrodisme est possible,.